# Huonia thisbe
Huonia thisbe is een libellensoort uit de familie van de korenbouten (Libellulidae), onderorde echte libellen (Anisoptera).
De wetenschappelijke naam Huonia thisbe is voor het eerst geldig gepubliceerd in 1953 door Lieftinck.